# Друга армија (Србија)
Друга армија је била српска обласна армија Српске војске која је постојала током Првог светског рата. Обухватала је Шумадијску, Моравску, Дунавску и Комбиновану дивизија првог позива, под командом генерала Степе Степановића на линији Аранђеловац—Лазаревац са ојачаном Дунавском дивизијом првог позива код Београда.
Одмах након предаје одговора у коме је одбијен ултиматум аустроугарске Владе од 23. јула 1914. године, српска Влада је 25. јула у 22 часа издала Указ о мобилизацији целокупне војске. Формирана је Врховна команда на челу са генералом Степом Степановићем као заступником војводе Радомира Путника. Команда се дан касније преселила у Крагујевац. Припреме за одбрану земље од аустроугарске агресије вршене су по његовим инструкцијама и плановима. Сви планови за рат били су израђени тако да се мобилизација и концентрација војске може урадити ефикасно и брзо и без Путниковог физичког присуства. Путников план мобилизације, функционисао је савршено тако да су сви борачки делови мобилисани за 4—6 дана, а неборачки за 6—12 дана. Мобилисано је 11 пешадијских дивизија првог и другог позива, једна коњичка дивизија и трупе трећег позива — укупно око 450.000 људи и 500 топова.
Српска врховна команда је инсистирала на одбрани, чекајући да се неповољна војна и политичка ситуација, промени. Процењено је да Србији од суседа Грчке и Румуније не прети опасност, што није био случај са Бугарском и Албанијом. Српско дипломатско представништво у Софији, упозорило је своју Владу да су Бугари у Македонији организовали антисрпски комитски покрет и да планирају да пресеку железничку пругу Ниш - Солун. Албанци на југу, такође су вребали прилику за антисрпске акције.
Српска војна команда није знала у почетку којим правцем ће ићи главни аустроугарски напад. Било је неопходно предупредити изненађења и ударе „с леђа”. Стога је почетни оперативни план изражен директивом врховне команде, на чијем челу је био регент Александар Карађорђевић, као врховни командант, војвода Радомир Путник начелник штаба Врховне команде и помоћник начелника генерал Живојин Мишић, од 8. августа 1914. предвиђали су концентрацију снага у три армије.
Српску Другу армију су чиниле:
- Шумадијска дивизија са седиштем у Лазаревцу,
- Дунавска дивизија са седиштем у Београду,
- Моравска дивизија са седиштем у Аранђеловцу,
- Комбинована дивизија првог позива са седиштем у селу Даросава.